# Тирасполь (аеродром)
Тирасполь — військовий аеродром, що знаходиться неподалік від столиці Придністровської Молдавської Республіки Тирасполя.

## Історія
До 1989 року використовувався як військовий аеродром ВПС СРСР. 
У жовтні 2012 року Президент ПМР Євген Шевчук заявив про намір створити в Тирасполі на території військового аеродрому цивільний міжнародний аеропорт. Глава делегації Державної думи РФ Сергій Гаврилов підтвердив, що аеропорт в Тирасполі буде реконструйовано за рахунок коштів російського бюджету.

## Цікаві факти
- Щороку на аеродромі проводяться перегони на автомобілях[2].